# Тюре, Гюстав
Гюстав Тюре (Gustave Adolphe Thuret; 1817—1875) — французский ботаник-альголог.

## Биография
Изучал право в École de droit. Заинтересовавшись на экскурсиях гербаризацией, Тюре просил известного учёного Жозефа Декена познакомить его с ботаникой. Декен в то время занимался водорослями, что, несомненно, оказало влияние на всю дальнейшую ботаническую деятельность Тюре.
В 1839—1840 гг. Тюре побывал в Константинополе в качестве атташе французского посольства, а в 1841 году путешествовал в Сирии и Египте. Позже Тюре поселился в Rentilly, где устроил для себя научную лабораторию. Уже в 1840 году он публикует своё первое исследование о сперматозоидах у лучиц (Chara), затем в 1842—1843 гг. изучает зооспоры у пресноводных зелёных водорослей и историю развития сине-зелёной водоросли Nostoc. Вместе с Декеном в 1844—1845 гг. Тюре работает на морском берегу в Нормандии, изучает мужские половые органы у фукусов и открывает зооспоры у бурых водорослей, ранее совершенно неизвестные. Не покидая в то же время пресноводных водорослей, Тюре работает ещё над антеридиями высших споровых растений. Результаты были им изложены в работе, напечатанной в 1847 году и премированной Парижской академией наук.
Чтобы иметь материал под руками, Тюре поселился на морском берегу — в Шербуре. Здесь он открывает и непосредственно наблюдает сам процесс оплодотворения у фукусов, то есть слияние сперматозоида с яйцом. В 1857 году он переселяется на юг, в Антибы (Antibes), недалеко от Ниццы, строит виллу и окружает её замечательным ботаническим садом, одним из лучших в Южной Франции. Отсюда, с юга, он неоднократно путешествует на север, на берега Атлантики и Ла-Манша, где производит свои знаменитые исследования над половым процессом у багрянок, или красных водорослей. В 1870-х годах Тюре продолжает эти исследования, но работает также и по другим вопросам альгологии, между прочим над размножением Monostroma, крупной морской зелёной водоросли.
В течение многих лет Тюре собирал материалы для задуманного им большого сочинения, в котором представлено было бы всё наиболее интересное и важное относительно строения и размножения водорослей. Осуществить этот план он не успел. Его материалы были обработаны, дополнены и изданы Эд. Борне, его другом и сотрудником, под названием: Ed. Bornet et G. Thuret, «Notes algologiques» (I—II, 1876—1880) и «Études phycologiques» (1878). По своему содержанию, по точности и изяществу рисунков оба эти сочинения являлись образцовыми и классическими во всей литературе о водорослях. Подробная биография Тюре была составлена Эд. Борне и напечатана в «Mémoires de la Société nationale des sciences naturelles de Cherbourg» (т. XX, 1876).

## Труды
- «Note sur l’anthère du Chara et les animalcules qu’elle renferme» («Ann. d. sciences naturelles», 2-я сер., т. XIV, 1840);
- «Recherches sur les organes locomoteurs des spores des Algues» (т. же, т. XIX, 1843);
- «Note sur le mode de reproduction du Nostoc vorrucosum» (там же, 2-я сер., т. II, 1844);
- «Recherches sur les anthéridies et les spores de quelques Fucus, par G. Thuret et J. Decaisne» (там же, т. III, 1845);
- «Note sur les zoospores des Algues olivacées» («Bullet. de l’Académie de Belgique», 1846);
- «Recherches sur les zoospores des Algues ei les anthéridies des Cryptogames» («Ann. d. sc. naturelles», 3-я сер., т. XIV, XVI, 1850—51);
- «Note sur la fécondation des Fucacées» («Mémoires de la société d. scienc. natur. de Cherbourg», т. I, 1853);
- «Recherches sur la fécondation des Fucacées et les anthéridies des Algues» («Ann. d. scienc. natur.», 4-я сер., т. II—III, 1855);
- «Deuxième note sur la fécondation des Fucacées» («Mém. d. la soc. d. scienc. natur. de Cherbourg», т. V, 1857);
- «Observation sur la reproduction de quelques Nostochinées» (там же);
- «Note sur la fécondation des Floridées», par. Ed.Bornet et G. Thuret (там же, т. XII, 1866);
- «Recherches sur la fécondation des Floridées» («Ann. d. scienc. natur.», т. VII, 1867);
- «Essai de classification des Nostochinées» (там же, т. I).